# قطعنامه ۱۸۷۸ شورای امنیت
قطعنامه  ۱۸۷۸ شورای امنیت سازمان ملل متحد که در تاریخ ۰۷ جولای ۲۰۰۹ تصویب شد، سندی بین‌المللی دربارهٔ دادگاه جنایی بین‌المللی برای رواندا است. این قطعنامه طی نشست ۶۱۵۶ام با ۱۵ رای موافق، ۰ مخالف و ۰ ممتنع تصویب شد.